# Maci
Maci est une ville et une sous-préfecture de Guinée, rattachée à la préfecture de Pita et la région de Mamou. 

## Population
En 2016, la localité comptait 23 504 habitants.